# Союз художников Республики Бурятия
Бурятская республиканская организация ВТОО «Союз художников России» — творческая общественная организация, добровольное объединение профессиональных художников и искусствоведов — творческих работников республики Бурятия. Действует на территории Бурятии на основе Конституции Российской Федерации, Федеральных Законов «Об общественных объединениях», «О некоммерческих организациях», законодательства о творческих союзах и иного законодательства РФ. Бурятская республиканская организация ВТОО «Союз художников России», является правопреемником Бурятской организации союза художников РСФСР. Союз художников Бурятии является одним из старейших из ныне действующих объединений художников не только в России, но и бывшего СССР.

## История
Уже первые выставки, организованные Бурятским Учёным комитетом (Буручкомом, 1922 года), вызвали непосредственный интерес у специалистов и широкого зрительского круга. Об этом свидетельствуют отклики в прессе (Верхнеудинск, Новосибирск, Москва).
После постановления ЦК ВКП (б) от 23 апреля 1932 года «О перестройке литературно-художественных организаций» был создан Союз художников СССР. 21 июля 1933 года Союзом художников СССР было учреждено Бурят-Монгольское отделение Союза художников. Национальный архив Республики Бурятия называет август 1933 года временем создания Союза художников. Его первым председателем стал Георгий Павлов, ответственным секретарём Роман Мэрдыгеев. Первыми в состав Союза художников вошли Цыренжап Сампилов, Филипп Балдаев, Мария Шестакова, Евгения Неволина-Окладникова, Александр Окладников и другие. В 1957 году Союз стал называться «Бурятская организация СХ РСФСР». В 2002 году на XIII съезде «С. Х. Республики Бурятия» было утверждено новое название — Бурятская республиканская организация ВТОО «Союз художников России».

## Мероприятия и выставки
1940 — I Декада Бурят-Монгольского искусства в Москве; 1942 — Выставка к 25-летию Великой Октябрьской Социалистической революции; 1944 — Межобластная выставка художников Сибири и Дальнего Востока, Иркутск; 1953 — Выставка к 20-летию Союза художников Бурят-Монгольской АССР; 1959 — II Декада бурятского искусства и литературы в Москве; 1963 — Выставка к 30-летию Союза художников Бурятской АССР; 1964 — I зональная выставка в Хабаровске; 1967 — II зональная выставка во Владивостоке; 1969 -
III зональная выставка в Улан-Удэ; 1971 — Выставка художников автономных республик РСФСР в Москве; 1973 — «Художники Бурятии», посвящённая 40-летию Союза художников в Свердловске; 1974 — IV зональная выставка во Владивостоке; 1980 — V зональная выставка в Чите; 1981 — «Искусство Бурятии» в Ереване, Баку, Алма-Ате, Ленинграде и Москве; 1982 — «Искусство Бурятии» в штаб-квартире ЮНЕСКО в Париже (Франция), — «Искусство Бурятии» в Чите; 1983 — «50 лет Союза художников Бурятской АССР» в Москве, — «Искусство Советской Бурятии» в Улан-Баторе (МНР); 1984 — Изобразительное искусство Бурятии" в Дели (Индия); 1985 — VI зональная выставка во Владивостоке; 1987 — Ретроспективная выставка бурятских художников в Новосибирске; 1989 — II выставка художников автономных республик в Москве; 1990 — VII зональная выставка в Якутске; 1994 — «Бурятские художники» в Киеве (Украина); 1996 — «Бурятские художники» в Москве; 1997 — VIII зональная выставка в Хабаровске, — «Выставка бурятских художников» в Иркутске; 2001 — «Художники Бурятии» в Улан-Баторе (Монголия); 2003 — IX зональная выставка в Хабаровске, — 70 лет Союза художников; 2006 — «Художники Бурятии» в Москве; 2008 — X зональная выставка в Новосибирске; 2011 — «Искусство, освящённое Байкалом» — совместная выставка с художниками Иркутска и Читы; 2011 — «Изобразительное искусство Бурятии». Новый Манеж, Москва.

## Награды
В 1983 г. Союз художников Бурятской АССР (председатель Дугаров Д-Н. Д.) был награждён почётной грамотой Президиума Верховного Совета РСФСР за заслуги в области Советского изобразительного искусства (Указ от 24.06.1983 г).

## Современность
На 2014 год Союз объединяет 81-го художника-профессионала, которые работают в технике станковой и монументально-декоративной живописи, скульптуры, книжной и станковой графики, прикладного искусства (гобелен, батик, керамика). Среди них народные художники Российской Федерации: Солбон Раднаевич Ринчинов и Светлана Петровна Ринчинова; заслуженные художники Российской Федерации: Иннокентий Григорьевич Налабардин, Лев Александрович Лабок, Чингиз Бадмаевич Шенхоров, Юрий Ендонович Мандаганов, Леонид Доржиевич Семёнов, Бальжинима Доржиев, Доржи Гармаевич Пурбуев.
Союз художников Бурятии постоянно участвует в общероссийской и республиканской художественной деятельности. Один раз в 4−5 лет по всей России проходят региональные выставки. Так, в октябре 2003 года, Союз художников Бурятии принял участие в региональной выставке «Дальний Восток» в г. Хабаровске. В июне 2003 года в галерее Сорбонны (Париж, Франция) была открыта выставка бурятских художников, посвящённая 100-летию художника Цыренжапа Сампилова. В феврале 2004 года состоялась X Всероссийская художественная выставка. Из Союза художников Бурятии участвовало 20 художников. Среди них известные мастера Бурятии: Казанский А. В., Чингиз Шенхоров, Жамбалов Б. Г., Бальжинима Доржиев и другие.